# آیات القرمزی
آیات القرمزی (به عربی: آيات القُرمزي) با نام کامل آیات حسن محمد القرمزی متولد ۱ ژانویه ۱۹۹۱ میلادی در روستای صدد، دختر ۲۰ساله شاعر بحرینی و دانشجوی دانشکده تربیت معلم که در جریان اعتراضات به حکومت بحرین به علت سرودن و انشاد شعر اعتراضی در تظاهرات توسط مأموران حکومت دستگیر و بازداشت شد و در تاریخ ۱۲ ژوئن ۲۰۱۱ به یکسال حبس محکوم گردید.

## شرکت در تظاهرات علیه حکومت بحرین
آیات در تظاهرات اعتراضی و تجمعاتی که در میدان لؤلؤ شهر منامه (از طرف معترضین میدان الشهداء و نیز میدان تحریر خوانده شده است) برگزار می‌شد شرکت فعال داشت.
در یکی از این تجمعاتی که در ۲۳ فوریه ۲۰۱۱ واقع در میدان لؤلؤ برگزار شده بود، شعری بر ضد حکومت آل خلیفه و خصوصاً شخص خلیفة بن سلمان آل خلیفة نخست وزیر بحرین خواند، به همین علت از آن روز بارها مورد تهدید قرار گرفت و صفحاتی در فیس‌بوک بر علیه وی ایجاد شده بود و ایمیل‌های سرشار از توهین و اهانت و سب و شتم و تهدید به قتل دریافت می‌کرده‌است.
خانواده القرمزی سابقه‌ای طولانی در اعتراض علیه حکومت پادشاهی بحرین داشته‌اند. پدر آیات، حسن یوسف القرمزی، در سال‌های دهه ۹۰ میلادی به دلیل اشعاری که در انتقاد از حکومت وقت آل خلیفة می‌سرود بازداشت شده بود و برادرانش - از جمله عبدالله یوسف القرمزی شاعر و مبارز معروف بحرینی - هم بارها تجربه زندان را داشته‌اند.

## دستگیری
به دلیل تهدیدات حکومت، آیات منزل پدری خود را ترک می‌کند و در منزل یکی از نزدیکان خود مخفی می‌شود. در یکی از آخرین شب‌های ماه مارس، پلیس به خانه این خانواده حمله می‌کند و بعد از تفتیش کل منزل و ایجاد رعب و وحشت و تهدید اهل خانه و به دلیل عدم موفقیت در یافتن آیات، خانه را ترک می‌کنند.

در ۲۹ مارس ۲۰۱۱ حدود ۱۵ نفر (پلیس و لباس شخصی) وارد منزل پدری آیات می‌شوند و تمام درب‌های اتاق‌های منزل وی را شکسته و اثاثیه منزل را تخریب می‌کنند. گفته می‌شود، پلیس‌ها بعضی از اثاثیه و جواهرات را دزدیده‌اند و تقریباً تمام وسائل آیات را نیز با خود برده‌اند.
مادر آیات می‌گوید که فرمانده افراد به ما گفت: «بیرون می‌روم تا سیگاری بکشم و وقتی برمی گردم مکان آیات را به ما می‌گویید والا از بالا دستور داریم که خانه را بر سرتان خراب کنیم.»
کودکان خانواده همه ترسیده بودند و زنان گریه می‌کردند بعد از تهدید زیاد پدر خانواده راضی می‌شود که آیات را تحویل بدهد.
به همراه مجموعه‌ای از نیروها به منزلی که آیات در آن مخفی بوده مراجعه و آیات را که آماده شده بود تا خود را تسلیم پلیس کند، دستگیر می‌کنند. به خانواده وی گفته می‌شود که فردا به مرکز پلیس الحوره مراجعه کنند.
از آن روز خبری از آیات نیست. مراجعات مکرر فقط و فقط منجر به ارجاع به مراکز مختلف پلیس شده‌است. فقط یک بار از خانواده برای آیات درخواست لباس شده‌است و پس از آن حضور آیات در هیچکدام از مراکز مرتبط با پلیس تایید نشده‌است و در آخر از خانواده خواسته‌اند که شکایتی مبنی بر فقدان و گم شدن آیات تنظیم کنند در حالی که آیات توسط نیروهای ملبس به لباس پلیس و در مقابل چشم خانواده او بازداشت شده‌است.

آیات القرمزی در دانشکده تربیت معلم تحصیل می‌کرده و به واسطه شعرهایی که علیه رژیم آل خلیفه می‌سرایید در بحرین به شهرت رسیده بود.
وی در زمان نا آرامی‌های میدان لولو بحرین همگام با مردم فعالیت‌های زیادی علیه رژیم آل خلیفه داشت و پیش از ربوده شدن چندین بار از سوی نیروهای امنیتی تهدید شد.

## خبر کشته شدن
در برخی از رسانه‌ها اخباری مبنی بر کشته شدن وی بر اثر شکنجه در زندان‌های آل خلیفه منتشر شد، که چند روز بعد این خبر از سوی خانواده وی و منابع حقوق بشری در بحرین تکذیب گردید. در گفتگویی با رادیو شیعه هلند اخبار مربوط به کشته شدن آیات در زندان یا کمای وی در بیمارستان از سوی مادر وی تکذیب شد. یکی از زنان همبند آیات القرمزی که بتازگی از زندان آزاد شده‌است نیز در گفتگویی تأکید کرد که تا چهارشنبه۲۰ آوریل ۲۰۱۱ در زندان با آیات بوده و وی در صحت و سلامت است.
عباس العمران عضو مرکز حقوق بشر بحرین در گفتگو با شبکه العالم تاکید کرده‌است که خانم آیات القرمزی در زندان بسر می‌برد و هنوز زنده‌است و حکومت آل خلیفه به منظور فضاسازی برای حذف فیزیکی این مبارز بحرینی در زندان، شایعه کشته شدن او را مطرح کرده‌است.

## آزادی
در تاریخ ۱۲ ژوئن ۲۰۱۱ یک دادگاه بحرینی آیات القرمزی را به یک سال زندان محکوم کرد.
اما بعد از گذشت قریب به ۱۰۰ روز بی خبری و گمانه‌زنی‌ها متفاوت از سرنوشت نامشخص آیات القرمزی، سرانجام در ۱۴ ژوئیه ۲۰۱۱ خبر آزادی او از زندان رژیم آل خلیفه بر روی خروجی رسانه‌ها قرار گرفت.

## سفر به ایران
در همایش دکترین مهدویت به ایران آمد و نیمه شعبان از وی تجلیل شد.